# اورمو کوبی
اورمو کوبی (استونیایی: Urmo Kööbi; ۱۴ اوت ۱۹۳۹ – ۷ آوریل ۲۰۱۶) پزشک، سیاستمدار و نماینده سمجلس اهل استونی بود.